# Cadena de desintegración
Se llama cadena de desintegración al conjunto de los radioisótopos que se generan durante el proceso mediante el cual un isótopo radiactivo decae en otro isótopo (llamado hijo), y este a su vez decae o se desintegra en otro isótopo y así sucesivamente hasta alcanzar un isótopo estable.

## Formas de desintegración que dan lugar a las cadenas
La forma de decaimiento dependerá de los modos de emisión más probables de cada isótopo, siendo lo más común que sean gamma, beta o alfa.
Existen también posibilidades de otros tipos de desintegración, como por ejemplo la fisión espontánea, la captura electrónica o la emisión de neutrones libres.
Por ejemplo, si un isótopo llamado Uranio-238, que tiene una probabilidad de un 100 % de desintegrarse mediante emisión alfa, como el Uranio tiene 92 protones y 146 neutrones, un decaimiento alfa que implica perder 2 protones y 2 neutrones, haría llegar al núclido con 90 protones y 144 neutrones, es decir, al Torio-234. El elemento químico cambia debido a que es el número de protones (y electrones cuando el elemento se encuentra en un estado neutro eléctricamente) el que determina esto.
Ese isótopo a su vez tampoco es estable, sino que se desintegra mediante un modo beta menos (un neutrón se desintegra en un protón, un electrón y un antineutrino electrónico), también con un 100 % de probabilidad, tendremos un nuevo isótopo cuando se desintegre con 91 protones y 143 neutrones. Ese isótopo es el Protactinio-234.
Así sucesivamente, hasta llegar al Plomo-206 cuya vida media es demasiado larga para poder ser medida, es decir, un isótopo que se supone estable.

## Cadenas de desintegración naturales
El ejemplo de cadena que aparece en el apartado anterior es el comienzo de una de las cadenas naturales, es decir, las cadenas radiactivas de elementos que existen desde la existencia de la Tierra en la corteza de la misma.
Hay 4 cadenas de desintegración naturales: 4n, 4n+1, 4n+2 y 4n+3. Esos nombres se dan porque a cualquiera de los integrantes de la cadena radiactiva se le puede restar el número que aparece en la suma y dividirlo por 4, dando siempre un número entero. Ese es además un método para identificar la cadena a la que pertenece un isótopo natural (excepto los cosmogénicos).
- 4n: Torio-232.
- 4n+1: Neptunio-237.
- 4n+2: Uranio-238.
- 4n+3: Uranio-235.

La 4n+1 ha desaparecido totalmente de la Tierra porque tiene una vida media muchas veces menor que el tiempo de vida de la Tierra. Sin embargo se puede generar el isótopo y toda su cadena radiactiva de forma artificial, utilizando los neutrones producidos en los reactores nucleares o en aceleradores.

### Serie del torio
La desintegración del Th-232 se le conoce comúnmente como la familia radiactiva del Torio. En la tabla siguiente, la letra 'a' representa un año típico (365,25 días). 
| Núclido | Modo de desintegración | Periodo de semidesintegración | Energía desprendida (MeV) | Producto de desintegración |
| ------- | ---------------------- | ----------------------------- | ------------------------- | -------------------------- |
| Th 232  | α                      | 1,405·1010 a                  | 4,081                     | Ra 228                     |
| Ra 228  | β-                     | 5,75 a                        | 0,046                     | Ac 228                     |
| Ac 228  | β-                     | 6,25 h                        | 2,124                     | Th 228                     |
| Th 228  | α                      | 1,9116 a                      | 5,520                     | Ra 224                     |
| Ra 224  | α                      | 3,6319 d                      | 5,789                     | Rn 220                     |
| Rn 220  | α                      | 55,6 s                        | 6,404                     | Po 216                     |
| Po 216  | α                      | 0,145 s                       | 6,906                     | Pb 212                     |
| Pb 212  | β-                     | 10,64 h                       | 0,570                     | Bi 212                     |
| Bi 212  | β- 64.06% α 35.94%     | 60,55 min                     | 2,252 6.208               | Po 212 Tl 208              |
| Po 212  | α                      | 299 ns                        | 8,955                     | Pb 208                     |
| Tl 208  | β-                     | 3,053 min                     | 4,999                     | Pb 208                     |
| Pb 208  | .                      | estable                       | .                         | .                          |

### Serie del uranio
A la cadena radiactiva del U-238 se la conoce comúnmente como la familia radiactiva del radio.
| Núclido | Modo de desintegración  | Periodo de semidesintegración | Energía desprendida (MeV) | Producto de desintegración |
| ------- | ----------------------- | ----------------------------- | ------------------------- | -------------------------- |
| U 238   | α                       | 4.468·109 a                   | 4,270                     | Th 234                     |
| Th 234  | β-                      | 24,10 d                       | 0,273                     | Pa 234                     |
| Pa 234  | β-                      | 6,70 h                        | 2,197                     | U 234                      |
| U 234   | α                       | 245500 a                      | 4,859                     | Th 230                     |
| Th 230  | α                       | 75380 a                       | 4,770                     | Ra 226                     |
| Ra 226  | α                       | 1602 a                        | 4,871                     | Rn 222                     |
| Rn 222  | α                       | 3,8235 d                      | 5,590                     | Po 218                     |
| Po 218  | α 99.98 % β- 0.02 %     | 3,10 min                      | 6,115 0,265               | Pb 214 At 218              |
| At 218  | α 99.90 % β- 0.10 %     | 1,5 s                         | 6.874 2.883               | Bi 214 Rn 218              |
| Rn 218  | α                       | 35 ms                         | 7.263                     | Po 214                     |
| Pb 214  | β-                      | 26.8 min                      | 1.024                     | Bi 214                     |
| Bi 214  | β- 99.98 % α 0.02 %     | 19.9 min                      | 3.272 5.617               | Po 214 Tl 210              |
| Po 214  | α                       | 0.1643 ms                     | 7.883                     | Pb 210                     |
| Tl 210  | β-                      | 1.30 min                      | 5.484                     | Pb 210                     |
| Pb 210  | β-                      | 22.3 a                        | 0.064                     | Bi 210                     |
| Bi 210  | β- 99.99987% α 0.00013% | 5.013 d                       | 1.426 5.982               | Po 210 Tl 206              |
| Po 210  | α                       | 138.376 d                     | 5.407                     | Pb 206                     |
| Tl 206  | β-                      | 4.199 min                     | 1.533                     | Pb 206                     |
| Pb 206  | -                       | estable                       | -                         | -                          |

### Serie del actinio
| Núclido | Modo de desintegración  | Periodo de semidesintegración | Energía desprendida (MeV) | Producto de desintegración |
| ------- | ----------------------- | ----------------------------- | ------------------------- | -------------------------- |
| Pu 239  | α                       | 2.41·104 a                    | 5.244                     | U 235                      |
| U 235   | α                       | 7.04·108 a                    | 4.678                     | Th 231                     |
| Th 231  | β-                      | 25.52 h                       | 0.391                     | Pa 231                     |
| Pa 231  | α                       | 32760 a                       | 5.150                     | Ac 227                     |
| Ac 227  | β- 98.62% α 1.38%       | 21.772 a                      | 0.045 5.042               | Th 227 Fr 223              |
| Th 227  | α                       | 18.68 d                       | 6.147                     | Ra 223                     |
| Fr 223  | β-                      | 22.00 min                     | 1.149                     | Ra 223                     |
| Ra 223  | α                       | 11.43 d                       | 5.979                     | Rn 219                     |
| Rn 219  | α                       | 3.96 s                        | 6.946                     | Po 215                     |
| Po 215  | α 99.99977% β- 0.00023% | 1.781 ms                      | 7.527 0.715               | Pb 211 At 215              |
| At 215  | α                       | 0.1 ms                        | 8.178                     | Bi 211                     |
| Pb 211  | β-                      | 36.1 m                        | 1.367                     | Bi 211                     |
| Bi 211  | α 99.724% β- 0.276%     | 2.14 min                      | 6.751 0.575               | Tl 207 Po 211              |
| Po 211  | α                       | 516 ms                        | 7.595                     | Pb 207                     |
| Tl 207  | β-                      | 4.77 min                      | 1.418                     | Pb 207                     |
| Pb 207  | .                       | estable                       | .                         | .                          |

### Serie del neptunio
| Núclido | Modo de desintegración | Periodo de semidesintegración | Energía desprendida (MeV) | Producto de desintegración |
| ------- | ---------------------- | ----------------------------- | ------------------------- | -------------------------- |
| Pu 241  | β-                     | 14,4 a                        | 0,021                     | Am 241                     |
| Am 241  | α                      | 432,7 a                       | 5,638                     | Np 237                     |
| Np 237  | α                      | 2,14·106 a                    | 4,959                     | Pa 233                     |
| Pa 233  | β-                     | 27,0 d                        | 0,571                     | U 233                      |
| U 233   | α                      | 1,592·105 a                   | 4,909                     | Th 229                     |
| Th 229  | α                      | 7.54·104 a                    | 5.168                     | Ra 225                     |
| Ra 225  | β-                     | 14,9 d                        | 0,36                      | Ac 225                     |
| Ac 225  | α                      | 10,0 d                        | 5,935                     | Fr 221                     |
| Fr 221  | α                      | 4,8 m                         | 6,3                       | At 217                     |
| At 217  | α                      | 32 ms                         | 7,0                       | Bi 213                     |
| Bi 213  | α                      | 46.5 m                        | 5,87                      | Tl 209                     |
| Tl 209  | β-                     | 2.2 min                       | 3,99                      | Pb 209                     |
| Pb 209  | β-                     | 3,25 h                        | 0,644                     | Bi 209                     |
| Bi 209  | α                      | 1,9·1019 a                    | 3,14                      | Tl 205                     |
| Tl 205  | .                      | estable                       | .                         | .                          |